# Asthenosoma intermedium
Asthenosoma intermedium is een zee-egel uit de familie Echinothuriidae.
De wetenschappelijke naam van de soort werd in 1938 gepubliceerd door Hubert Lyman Clark.